# Easttowni rejtélyek
Az Easttowni rejtélyek (eredeti cím: Mare of Easttown) amerikai bűnügyi mini-drámasorozat, amelyet Brad Ingelsby alkotott meg. Az HBO-n debütált 2021. április 18-án. A főszerepben Kate Winslet látható, aki nyomozóként egy Philadelphia melletti kisvárosban próbál felderíteni egy gyilkossági ügyet. Jean Smart, Guy Pearce, Julianne Nicholson, Angourie Rice, David Denman, Evan Peters és John Douglas Thompson mellékszerepekben tűnnek fel. A sorozat mind a hét részét Craig Zobel rendezte.

## Cselekmény
Egy pennsylvaniai kisvárosban Mare Sheehan (Kate Winslet) nyomozó egy tinédzser anya ellen nemrégiben elkövetett gyilkosság ügyében nyomoz, miközben megpróbálja megakadályozni saját életének darabokra hullását. Mare helyi hős, ugyanis 25 évvel ezelőtt egy középiskolai kosárlabda-bajnokság sztárjátékosa volt. Egy éve egy másik eltűnt fiatal lány ügyét is megpróbálja megoldani, kevés sikerrel. Ennek következtében a közösségben sokan kételkednek nyomozói képességeiben. Mare magánélete sem mentes a problémáktól. Ezek közé tartozik válása, fia öngyilkossága, valamint volt heroinfüggő menye, aki Mare unokájának felügyeletéért küzd.

## Szereplők
| Színész               | Szerep | Magyar hang        |
| --------------------- | --- | ------------------ |
| Kate Winslet          | Mare Sheehan nyomozóőrmester a pennsylvaniai Easttownban egy fiatal lány meggyilkolása és egy másik eltűnése kapcsán nyomoz | Pálfi Kata         |
| Julianne Nicholson    | Lori Ross, Mare legközelebbi barátja                                                                                        | Kisfalvi Krisztina |
| Jean Smart            | Helen Fahey Mare anyja | Kovács Nóra        |
| Angourie Rice         | Siobhan Sheehan, Mare lánya                                                                                                 | Ruszkai Szonja     |
| David Denman          | Frank Sheehan, Mare volt férje                                                                                              | Schneider Zoltán   |
| Neal Huff             | Dan Hastings atya, Mare unokatestvére, katolikus pap                                                                        | Seder Gábor        |
| Guy Pearce            | Richard Ryan, író és kreatív írást tanító professzor                                                                        | Széles Tamás       |
| Cailee Spaeny         | Erin McMenamin, a meggyilkolt tinédzser anya                                                                                | Rudolf Szonja      |
| John Douglas Thompson | Carter felügyelő, Mare felettese                                                                                            |                    |
| Joe Tippett           | John Ross, Lori férje | Holl Nándor        |
| Evan Peters           | Colin Zabel, Mare-t segítő detektív                                                                                         | Gacsal Ádám        |
| Sosie Bacon           | Carrie Layden, Mare unokájának, Drew-nak az anyja                                                                           |                    |
| James McArdle         | Mark Burton katolikus segédlelkész korábbi plébániáján szexuális visszaélések elkövetésével vádoltak meg                    | Láng Balázs        |

## Fordítás
Ez a szócikk részben vagy egészben  a   Mare of Easttown című angol Wikipédia-szócikk ezen változatának fordításán alapul.  Az eredeti cikk szerkesztőit annak laptörténete sorolja fel. Ez a jelzés csupán a megfogalmazás eredetét és a szerzői jogokat jelzi, nem szolgál a cikkben szereplő információk forrásmegjelöléseként.